# Miguel Ángel Cascallana Guerra
Miguel Ángel Cascallana Guerra (26 de febrer de 1948 - 26 de gener de 2015) va ser un jugador d'handbol espanyol que va competir als Jocs Olímpics d'estiu de 1972.
El 1972 va formar part de la selecció espanyola que va quedar quinzena en el torneig olímpic. Va jugar els cinc partits i va marcar tres gols.